# Luigi Maria Ungarelli
Luigi Maria Ungarelli (né à Bologne le 15 février 1779 - mort le 21 août 1845) est un orientaliste italien.

## Biographie
Luigi Maria Ungarelli nait à Bologne le 15 février 1779. Elevé chez les barnabites de sa ville natale, il entre dans leur ordre en 1806 ; puis il enseigne à Macerata, à Livourne et à Bologne. Il y enseigne les belles-lettres à l’époque de la réunion des États pontificaux à l’empire français, et lors du décret de suppression des ordres religieux. En 1814, après le retour au calme en Italie, Ungarelli se fixe à Rome, où le général des barnabites, le P. Fontana, le nomme maître des novices et le charge d'enseigner la théologie, ce qu’il fait  jusqu’en 1844, en même temps que les langues orientales. Il travaille aussi à Rome aux Annales des sciences religieuses et à l’Album. Puis, à la sollicitation de son supérieur, il entreprend un recueil des œuvres des barnabites, dont le premier volume, paru en 1836, renferme la biographie et l’indication des ouvrages publiés de 1533 à 1633. Comme orientaliste, on doit à Ungarelli une grammaire copte traduite du latin, et à laquelle travaille Champollion le jeune. Appelé par le pape Grégoire XVI à coordonner le nouveau musée égyptien du Vatican, à la formation duquel Gerasca a attaché son nom, Ungarelli entreprend d’expliquer les hiéroglyphes des monuments égyptiens existant à Rome. De là son ouvrage intitulé Interprétation des obélisques de Rome, dont le cardinal Tosti, auteur de la dédicace au souverain pontife, disait que, grâce au P. Ungarelli, « après être restés muets pendant tant de siècles, ils avaient enfin retrouvé la parole ». Ungarelli  soutint les idées émises par Rosellini dans ses Monuments de l’Égypte et de la Nubie ; et c’est à lui qu’on doit la description du Nouveau Musée grégoriano-égyptien publié dans l’Album. Familier avec la langue symbolique de l’Égypte ancienne, il put retracer en caractères hiéroglyphiques sur deux obélisques de la villa Torlonia, l’histoire de la famille de ce nom. Luigi Maria Ungarelli mourut le 21 août 1845.

## Œuvres
- Bibliothèque des écrivains membres de la congrégation des clercs réguliers de St-Paul, Rome, 1836, in-4° (en latin) ;
- Éléments de la langue égyptienne, vulgairement appelée copte, traduction en latin des leçons faites à l’Athénée par Rosellini, ibid., 1837, in-8° ;
- Explication de quatre vases funèbres en albâtre provenant de la métropole de Memphis, Rome, 1841, in-8° ;
- De l’inscription hiéroglyphique d’un sarcophage égyptien de la galerie du Vatican, Rome, 1842 ;
- Des deux lions et du torse représentant un pharaon, lu à l’académie le 8 juillet 1840 ;
- Notice sur un monument de la galerie du Vatican, contemporain de l’invasion des Perses ; mémoire lu à l’académie le 6 juillet 1843 ;
- Observations sur l’ouvrage de A. Kastner : Analyse des traditions religieuses des peuples indigènes de l’Amérique dans les Annales des sciences historiques (Mém. de l’Acad.), vol. 12 ;
- Analyse du mémoire de Rossignol intitulé Quelques signes hiéroglyphiques expliqués à l’aide de la langue hébraïque, même recueil, vol. 13 ;
- Observations sur l’opuscule de Drach : Du divorce dans la synagogue, même recueil, vol. 11 ;
- Collation des corrections de la Vulgate, entreprise sous les auspices des pontifes Sixte-Quint, Grégoire XIV et Clément VIII, conformément à un décret du concile de Trente, ibid., vol. 14 (en latin) ;
- le Nouveau Musée grégoriano-égyptien, dans l’Album, vol. 6, et séparément avec la Description du musée grégoriano-étrusque de Visconti, Rome, 1839, in-8°.